# Зета Макри
Зои (Зета) Михаил Макри (на гръцки: Ζωή (Ζέττα) Μιχαήλ Μακρή) е гръцка юристка и политик, заместник-министър на образованието и религиите.

## Биография
Родена е в 1957 година в Солун. Завършва е гръцко-френското училище „Агиос Йосиф“ във Волос и след това е учила Юридическия факултет на Атинския университет. Има магистърска степен по европейско и общностно право в университета в Кеймбридж.
От 2000 до 2004 година е депутат в парламента от избирателен район Магнезия от партията Нова демокрация. През декември 2009 година започва да отговаря за земеделието в Нова демокрация. От януари 2011 година до изборите през май 2012 година е заместник-секретар по политическото планиране на Нова демокрация.
Участва на местните избори през ноември 2010 година като ръководител на Сдружение „Нова община, ново начало“ във Волос, избрана е в общинския съвет и е лидер на опозицията в общинския съвет от 1 януари 2011 година. През август 2012 година е назначена за генерален секретар по равнопоставеността на половете, длъжност, която заема до 1 април 2013 година.
На изборите през 2019 година е избрана отново за депутат от Магнезия на 4 януари 2021 година става заместник-министър на образованието и религиите в правителството на Константинос Мицотакис.